# Vignettering
Vignettering er et begreb, som anvendes i forbindelse med fotografering og  optiske-produkter, som giver sig til kende ved reduktion af et billedes lysintensitet og farvegengivelse i periferien i forhold til billedes center.
Ordet vignet refererer til dekorative rammer i en bog og blev senere anvendt af portrætfotografer, som tog billeder der var klare i midten og bliver svagere  mod kanterne.
Ved fotografering er vignettering ofte en utilsigtet og uønsket effekt, som opstår ved forkerte indstillinger af et kamera eller dårlige objektiver.

## Faktorer som forårsager vignettering
Vignettering fremstår ved fotografier som en fald i lysintensiteten ud mod billedkanten. Dette kan skyldes flere faktorer.
- Brug af for snæver modlysblænde.
- Dårlig kvalitet af objektiv eller ukorrekt brændvidde på objektiv.
- Uheldig placering af lukker så de ydre områder belyses i kortere tid end de centrale.
- Fotografens uheldige placering af finger, taske m.m.